# Mylian Jiménez
Mylian Jiménez (Nijmegen, 13 januari 2003) is een Nederlands-Colombiaans voetballer die doorgaans speelt als middenvelder. In juli 2024 verruilde hij PSV voor Aalborg BK.

## Clubcarrière
Jiménez speelde in de jeugd van VV Union en kwam in 2011 terecht in de opleiding van PSV. Hier tekende hij in september 2019 zijn eerste professionele contract. Naar verluidt hadden destijds Valencia, Atlético Madrid en Sampdoria interesse. Jiménez maakte op 3 mei 2021 zijn professionele debuut namens Jong PSV in de vijfendertigste speelronde van de Eerste divisie in het seizoen 2020/21. Thuis tegen TOP Oss moest hij van coach Peter Uneken als reservespeler aan het duel beginnen. Twaalf minuten voor tijd mocht hij Mohammed Amin Doudah aflossen. Tijdens de wedstrijd werd niet gescoord. Aan het begin van het seizoen 2022/23 werd de verbintenis van Jiménez opengebroken en verlengd tot medio 2024. Op 15 december 2022 kwam de middenvelder voor het eerst tot scoren, tegen Jong Ajax. Door een hoekschop in één keer binnen te schieten tekende hij voor de beslissende 2–2 nadat teamgenoot Mathijs Tielemans en tegenstanders Jaydon Banel en Silvano Vos hadden gescoord.
Aan het einde van het seizoen 2023/24 wilde PSV zijn aflopende verbintenis verlengen. Maar Jiménez besloot te vertrekken en tekende een contract voor drie seizoenen bij Aalborg BK.

## Clubstatistieken
| Seizoen | Club       | Competitie     | Competitie | Competitie | Beker | Beker | Internationaal | Internationaal | Totaal | Totaal |
| Seizoen | Club       | Competitie     | Wed.       | Dlp.       | Wed.  | Dlp.  | Wed.           | Dlp.           | Wed.   | Dlp.   |
| ------- | ---------- | -------------- | ---------- | ---------- | ----- | ----- | -------------- | -------------- | ------ | ------ |
| 2020/21 | Jong PSV   | Eerste divisie | 1          | 0          | —     | —     | —              | —              | 1      | 0      |
| 2021/22 | Jong PSV   | Eerste divisie | 1          | 0          | —     | —     | —              | —              | 1      | 0      |
| 2022/23 | Jong PSV   | Eerste divisie | 22         | 1          | —     | —     | —              | —              | 22     | 1      |
| 2023/24 | Jong PSV   | Eerste divisie | 32         | 1          | —     | —     | —              | —              | 32     | 1      |
| 2024/25 | Aalborg BK | Superligaen    | 1          | 0          | 0     | 0     | —              | —              | 1      | 0      |
| Totaal  | Totaal     | Totaal         | 57         | 2          | 0     | 0     | 0              | 0              | 57     | 2      |

Bijgewerkt op 23 juli 2024.